# Kubutungkulagamaneh
Kubutungkulagamaneh är en kulle i Indonesien.   Den ligger i provinsen Aceh, i den västra delen av landet, 1 700 km nordväst om huvudstaden Jakarta. Toppen på Kubutungkulagamaneh är 123 meter över havet.
Terrängen runt Kubutungkulagamaneh är platt åt nordost, men åt sydväst är den kuperad.Runt Kubutungkulagamaneh är det tätbefolkat, med 383 invånare per kvadratkilometer. Närmaste större samhälle är Bireun, 2,8 km norr om Kubutungkulagamaneh. Trakten runt Kubutungkulagamaneh består till största delen av jordbruksmark.